# A Cellarful of Noise
A Cellarful of Noise raccoglie le memorie di Brian Epstein, lo storico manager dei Beatles. L'autobiografia fu scritta con l'aiuto di Derek Taylor, che era allora un suo prezioso collaboratore, durante il soggiorno di un paio di settimane nella suite dell'hotel Imperial di Torquay (Regno Unito).
Il testo è stato tradotto per la prima volta in italiano nel 2013.

## Il libro

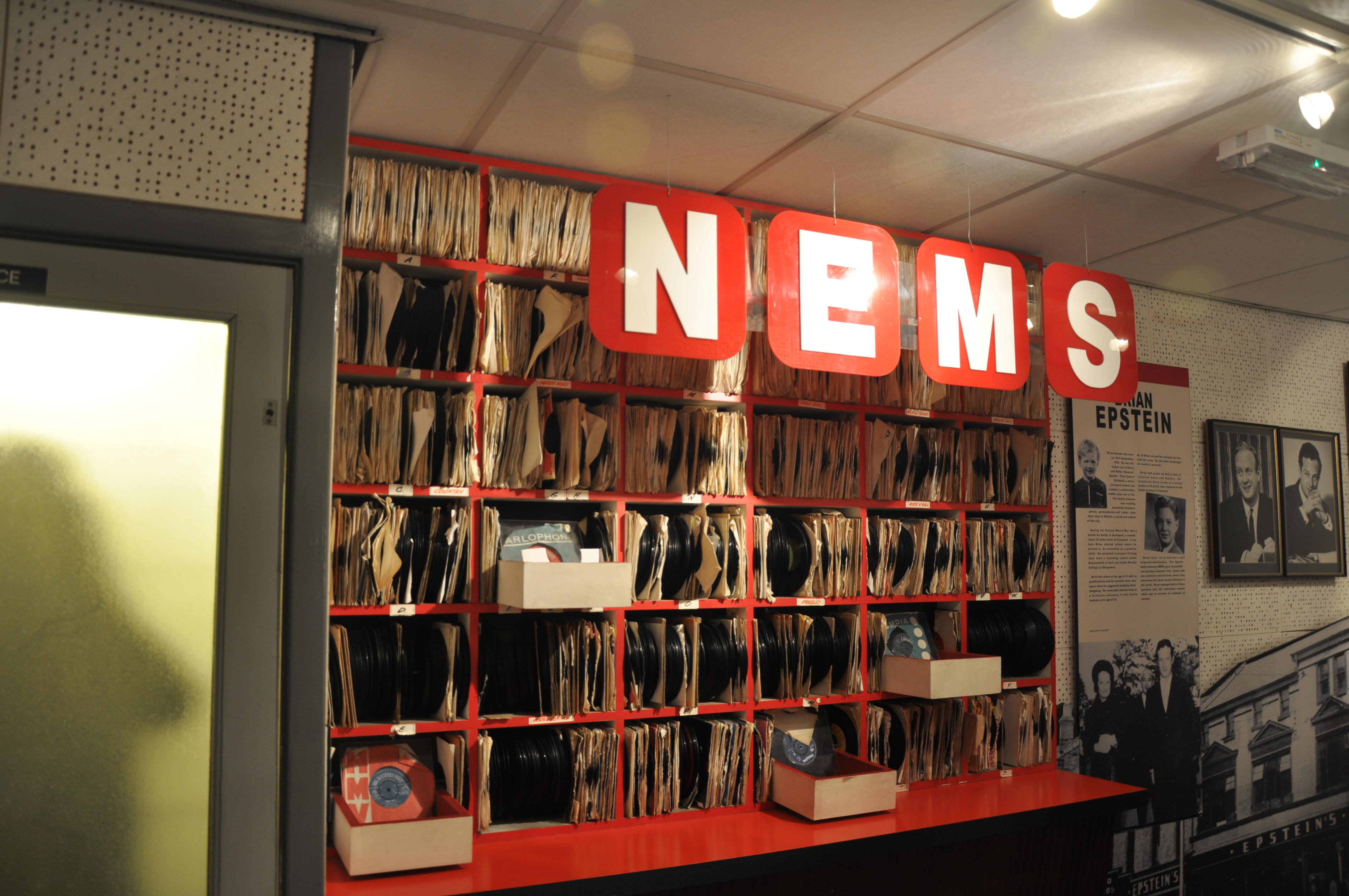
Ricostruzione del negozio di Epstein

I ricordi di Epstein partono dalla sua frequenza alle scuole elementari e dai successivi spostamenti della famiglia dovuti agli attacchi aerei tedeschi su Liverpool durante la Seconda guerra mondiale. Le vicende si snodano lungo il tormentato percorso scolastico, fino alla decisione di lasciare la scuola e cominciare a lavorare in qualità di commesso presso il negozio di mobili del padre. Poi il servizio di leva con il congedo anticipato, il tentativo sfortunato alla scuola di recitazione Royal Academy of Dramatic Art di Londra, il ritorno a Liverpool negli affari di famiglia.
Il manager si sofferma in seguito sul punto di svolta della sua vita: l'apertura a Whitechapel di un nuovo negozio di dischi e strumenti musicali degli Epstein nel 1959 che fu chiamato a dirigere. Lì un cliente chiese un giorno una copia di My Bonnie dei Beatles, disco sconosciuto in Gran Bretagna ma che Brian Epstein si impegnò a procurare anche attraverso i suoi contatti con le maggiori case discografiche di cui era diventato il distributore nel Nord dell'Inghilterra. L'autobiografia continua descrivendo la curiosità di Brian per il nome di quella formazione musicale mai sentito prima, la visita al Cavern per ascoltare il gruppo dal vivo, la decisione di firmare con loro un contratto in cui si impegnava a gestire il complesso e la spasmodica ricerca di una casa discografica disposta a concedere ai Beatles almeno un'audizione fino all'incontro con George Martin.
Le memorie si concentrano poi sul suo rapporto umano e professionale coi quattro musicisti, sul sorgere e dilagare del fenomeno della Beatlemania e sulla popolarità acquisita dal quartetto di Liverpool, fino alla metà del 1964.

## Critica
John Lennon ridicolizzò con crudele sarcasmo il titolo dell'autobiografia, che a causa dell'omosessualità di Epstein avrebbe dovuto intitolarsi "A Cellarful of Boys" ("Una cantina piena di ragazzi"). Ma al di là delle battute acide e infelici, parte della critica si appunta su palesi – ancorché comprensibili – omissioni oppure su episodi descritti che si ritengono frutto dell'immaginazione o dell'autocensura. Ad esempio, secondo Bill Harry, a quel tempo direttore del periodico Mersey Beat, il fatto che Epstein non conoscesse – almeno di nome – i Beatles prima della richiesta di My Bonnie è falso, considerato il lavoro che svolgeva. E anche l'episodio romanzato che causò la sua prematura cessazione dal servizio di leva vuole celare l'intervento degli psichiatri militari i quali, indagando sui motivi della sua forte depressione, scoprirono che questa affondava le radici nell'omosessualità e incoraggiarono l'allontanamento di Epstein dall'esercito per generiche «ragioni mediche» – come venne poi scoperto dalla lettura dei suoi diari.